# Морозовичі (Володимирський район)
Моро́зовичі — село в Україні, у Поромівській громаді Володимирського району Волинської області. Населення становить 929 осіб.

## Географія
У селі бере початок річка Вовчок. Село розташоване на правому березі Західного Бугу.

## Історія
У 1906 році село Грибовицької волості Володимир-Волинського повіту Волинської губернії. Відстань від повітового міста 20 верст, від волості 8. Дворів 43, мешканців 376.
12 червня 2020 року, відповідно до розпорядження Кабінету Міністрів України № 708-р «Про визначення адміністративних центрів та затвердження територій територіальних громад Волинської області», увійшло до складу Поромівської сільської територіальної громади.
19 липня 2020 року, в результаті адміністративно-територіальної реформи та ліквідації  Іваничівського району, село увійшло до новоутвореного Володимир-Волинського району (від 18 липня 2022 Володимирського).

## Населення
Згідно з переписом УРСР 1989 року чисельність наявного населення села становила 921 особа, з яких 446 чоловіків та 475 жінок.
За переписом населення України 2001 року в селі мешкало 928 осіб.

### Мова
Розподіл населення за рідною мовою за даними перепису 2001 року:
| Мова       | Відсоток |
| ---------- | -------- |
| українська | 98,60 %  |
| російська  | 1,29 %   |
| молдовська | 0,11 %   |

## Пам'ятки
На захід від села знаходиться загальнозоологічний заказник місцевого значення Прибужжя.

## Інтернет-посилання
- Погода в селі Морозовичі [Архівовано 3 вересня 2014 у Wayback Machine.]